# Callopistria jamaicensis
Callopistria jamaicensis là một loài bướm đêm trong họ Noctuidae.